# العلاقات البرازيلية اليمنية
العلاقات البرازيلية اليمنية هي العلاقات الثنائية التي تجمع بين البرازيل واليمن.

## مقارنة بين البلدين
هذه مقارنة عامة ومرجعية للدولتين:
| وجه المقارنة                                              | البرازيل | اليمن                   |
| --------------------------------------------------------- | --- | ----------------------- |
| المساحة (كم2)                                             | 8.52 مليون | 555.00 ألف              |
| عدد السكان (نسمة)                                         | 202.66 مليون | 28.25 مليون             |
| الكثافة السكانية (ن./كم²)                                 | 23.79 | 50.9                    |
| العاصمة                                                   | برازيليا، ريو دي جانيرو | صنعاء عدن (عاصمة مؤقتة) |
| اللغة الرسمية                                             | برتغالية برازيلية، Brazilian Sign Language ‏ | اللغة العربية           |
| العملة                                                    | ريال برازيلي، كروزيرو ريال برازيلي ‏، كروزيرو البرازيلية (1990–1993)، البرازيلي كروزادو نوفو، كروزادو برازيلي، cruzeiro ‏، كروزيرو البرازيلية (1942–1967)، الريال البرازيلي (قديم) | ريال يمني               |
| الناتج المحلي الإجمالي (بليون دولار)                      | 2.06 تريليون | 18.21 مليار             |
| الناتج المحلي الإجمالي (تعادل القوة الشرائية) بليون دولار | 3.22 تريليون | 75.69 مليار             |
| الناتج المحلي الإجمالي الاسمي للفرد دولار أمريكي          | 8.54 ألف | 1.41 ألف                |
| الناتج المحلي الإجمالي للفرد دولار أمريكي                 | 15.89 ألف |                         |
| مؤشر التنمية البشرية                                      | 0.754 | 0.498                   |
| رمز المكالمات الدولي                                      | +55 | +967                    |
| رمز الإنترنت                                              | .br | .ye                     |
| المنطقة الزمنية                                           | | ت ع م+03:00             |

## منظمات دولية مشتركة
يشترك البلدان في عضوية مجموعة من المنظمات الدولية، منها:
| علم المنظمة | اسم المنظمة                        | تاريخ انضمام البرازيل | تاريخ انضمام اليمن |
| ----------- | ---------------------------------- | --------------------- | ------------------ |
|             | مؤسسة التنمية الدولية              | 15 مارس 1963          | 22 مايو 1970       |
|             | الأمم المتحدة                      | 24 أكتوبر 1945        | 30 سبتمبر 1947     |
|             | منظمة الشرطة الجنائية الدولية      | ?                     | ?                  |
|             | الاتحاد الدولي للاتصالات           | 4 يوليو 1877          | 1931               |
|             | البنك الدولي للإنشاء والتعمير      | 14 يناير 1946         | 3 أكتوبر 1969      |
|             | الاتحاد البريدي العالمي            | ?                     | ?                  |
|             | منظمة حظر الأسلحة الكيميائية       | ?                     | ?                  |
|             | مؤسسة التمويل الدولية              | 31 ديسمبر 1956        | 22 مايو 1970       |
|             | وكالة ضمان الاستثمار متعدد الأطراف | 7 يناير 1993          | 12 مارس 1996       |
|             | يونسكو                             | 4 نوفمبر 1946         | 2 أبريل 1962       |

## وصلات خارجية
- موقع وزارة الخارجية البرازيلية